# Kart

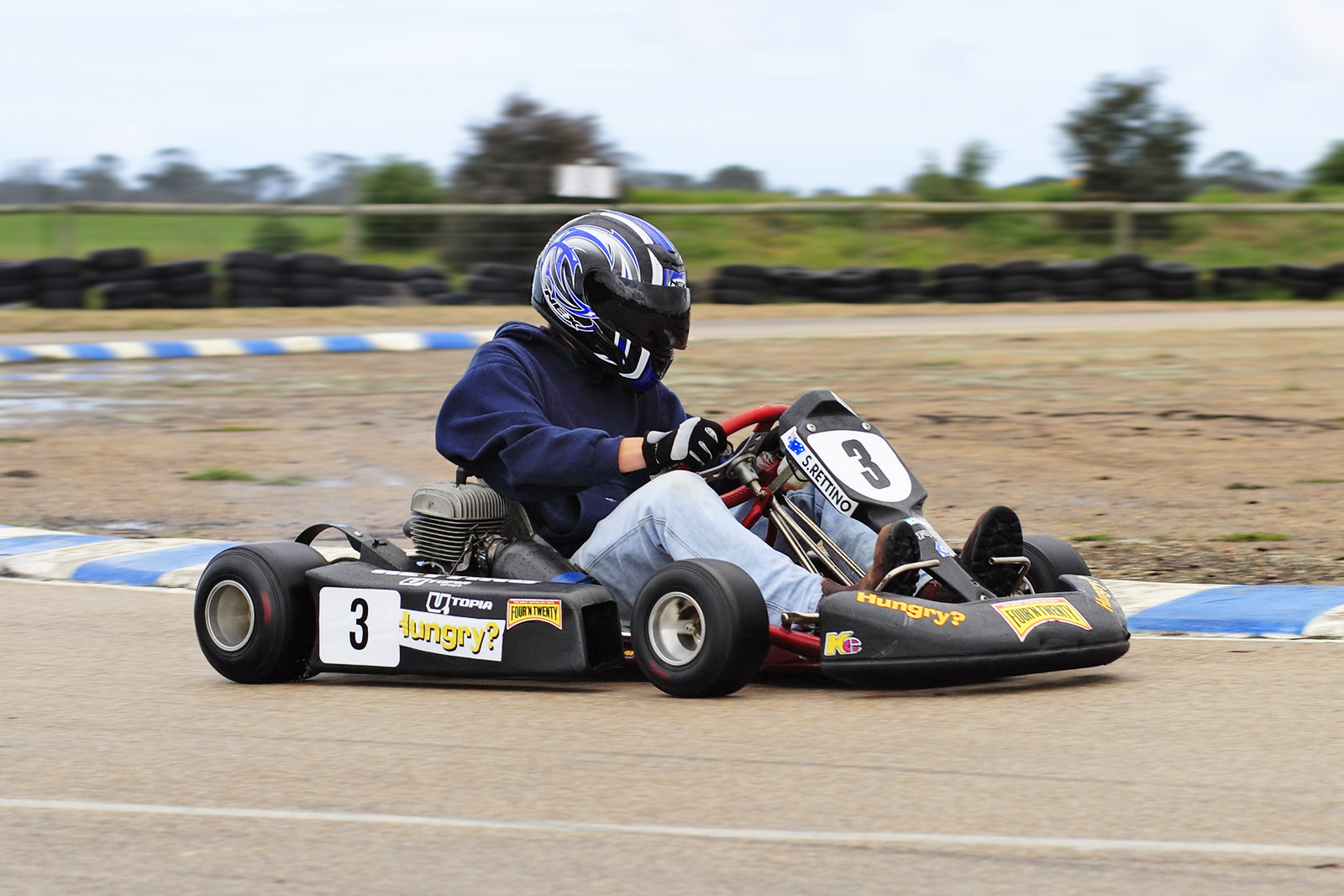
Kart

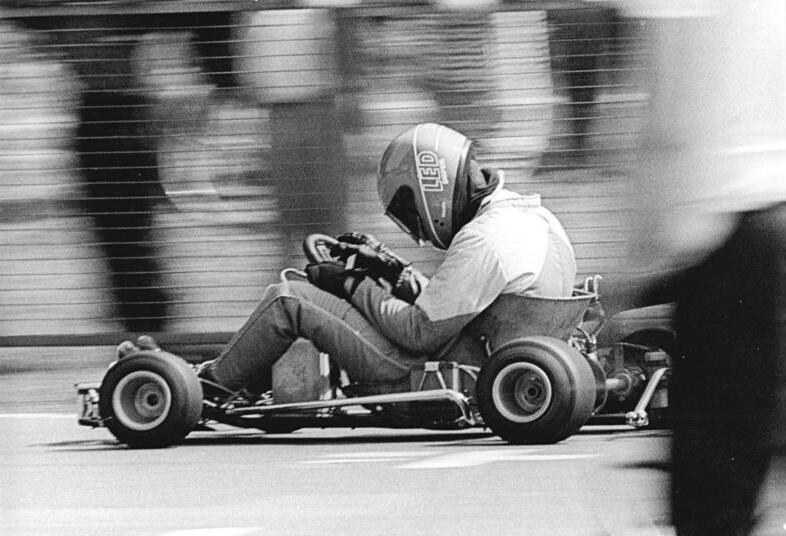
Kart-Rennen der 150-cm³-Klasse in Cottbus, DDR, Mai 1990

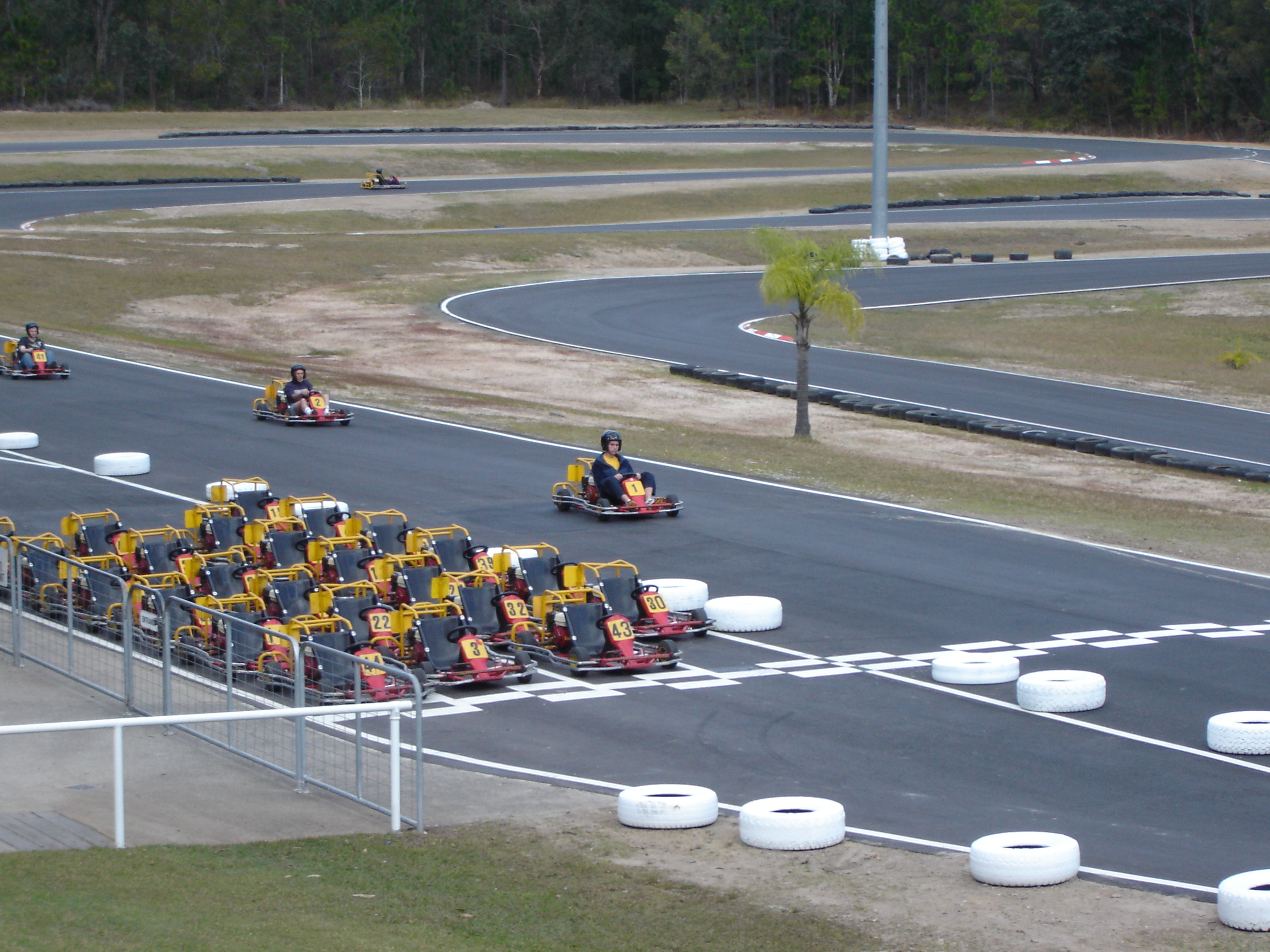
Karts auf einer Outdoor-Kartsportanlage

Ein Kart (auch Gokart) ist ein in der Regel einsitziges Kraftfahrzeug, mit Karosserieelementen, ohne Dach, Cockpit oder Federung. Es hat vier Räder die in Fahrtrichtung nicht in einer Linie angeordnet sind und in Kontakt mit dem Boden stehen. Die vorderen Räder dienen der Lenkung. Die hinteren Räder sind durch eine einteilige Achse verbunden und dienen primär dem Antrieb.

## Geschichte
Das erste Kart wurde 1956 von dem US-amerikanischen Ingenieur Art Ingels gebaut – ausgerüstet mit einem Rasenmähermotor, der über eine Fahrradkette ein Hinterrad antrieb. Ingels, der vorher bei Kurtis Kraft Rennwagen gebaut hatte, stieß mit seiner Erfindung auf großes Interesse. Schnell fanden sich Nachahmer des simplen Konzepts, und auf Parkplätzen wurden erste Rennen ausgetragen. Bereits 1959 wurden Karts auf der Pariser Automobilausstellung gezeigt und fanden so ihren Weg nach Europa.

## Kartsport
Im Kartsport, der in diversen nationalen und internationalen Rennserien ausgetragen wird, erreichen Karts je nach Motorisierung Geschwindigkeiten von 70 km/h bis zu 120 km/h. Die Motorisierung in den gängigen Rennserien ist sehr unterschiedlich, vom Viertaktmotor mit 200 cm³ und 6,5 PS (4,8 kW) bis zum 125-Kubikzentimeter-Zweitaktmotor mit über 43 PS (ca. 32 kW). Besonders leistungsstarke Karts, die sogenannten Superkarts, erreichen Höchstgeschwindigkeiten von etwa 280 km/h. Neben den Kartrennen auf Kartbahnen hat sich in Deutschland auch die Variante Kartslalom als Breitensport etabliert.
Leistungsschwächere Varianten bieten aber auch Laien und insbesondere Kindern die Möglichkeit, an den Sport herangeführt zu werden. Daher war und ist der Kartsport für viele Rennfahrer der Einstieg in den Motorsport, unter anderem begannen Michael Schumacher, Ayrton Senna, Alain Prost und Sebastian Vettel ihre Rennsportkarrieren auf der Kartbahn.
Insbesondere nach Schumachers Erfolgen in der Formel 1 erfreuten sich Karts auch als Freizeitsport großer Beliebtheit. Es gibt zahlreiche Kartbahnen (häufig auch in Hallen), die auch Nicht-Rennsportlern das Kartfahren ermöglichen. Wegen der wenigen Sicherheitsvorkehrungen am Kart – nur wenige Verkleidungen, meist kein Überrollbügel oder Gurt – ist auch dort in der Regel ein Helm Pflicht. Professionelle Kartsportler tragen darüber hinaus die typische Rennfahrerkleidung, bestehend aus Overall, Handschuhen, Kartschuhen sowie Rippenschutz und seltener einem Nackenschutz.

## Aufbau

### Rahmen (auch Chassis)
Das Chassis eines Karts besteht aus einem Rund- oder Ovalrohrrahmen aus Stahl. An der Front und an den Seiten sind Kunststoffverkleidungen angebracht, am Heck ist in den meisten Rennserien ein HAS (Heckauffahrschutz) vorgeschrieben. Bei leistungsstarken Karts kann ein Heckflügel angebaut werden. Da Karts nicht gefedert sind, muss der Rahmen Stöße aufnehmen können, ohne dabei zu brechen bzw. allzu stark nachzugeben. Die Steifigkeit des Chassis kann durch den Einbau zusätzlicher Stabilisatoren an die Streckenbedingungen angepasst werden.
Typischerweise sitzt der Fahrer mittig, in Spezialausführungen für Ovalkurse auch versetzt. Sehr selten sind zweisitzige Karts. Bei Offroad-Karts (Kartbuggy) kommen Überrollbügel zum Einsatz, im Kartsport wird aber weitgehend darauf verzichtet. Bei Bambini-Karts (8–12 Jahre) sind jedoch Sitze mit Überrollschutz vorgeschrieben.

### Motor

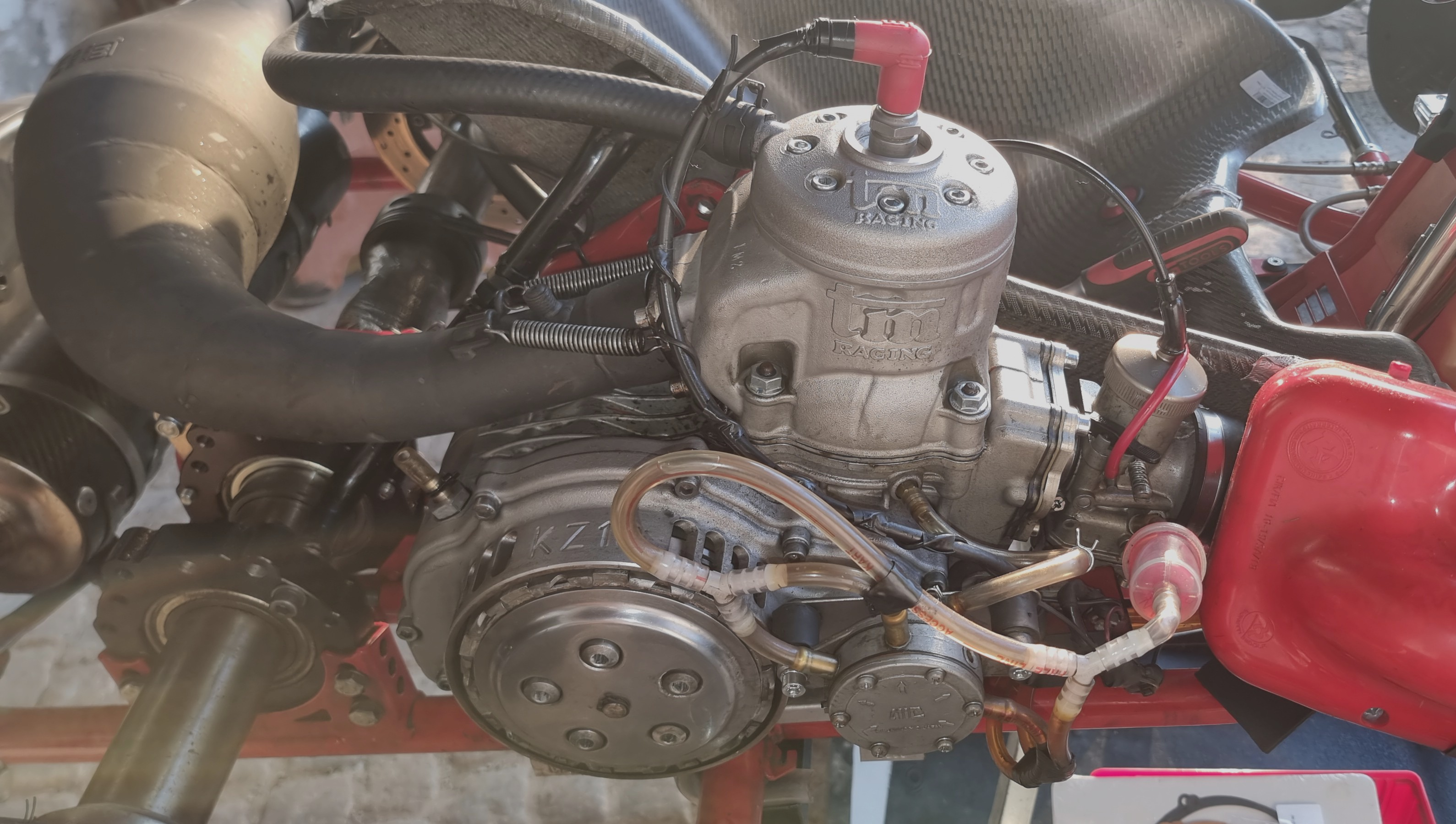
2Takt Schaltkartmotor Modell KZ10 von TM

Der Kart-Motor befindet sich vor der Hinterachse (Mittelmotor), meist seitlich hinter, beziehungsweise neben dem Fahrer. Ursprünglich wurden in Karts hauptsächlich Einzylinder-Zweitaktmotoren aus Motorrädern verwendet, entsprechend schreiben auch die meisten Rennserien diese Motoren vor. Insbesondere im Hobbysport werden aber mittlerweile auch Viertakt-, Wankel- oder Elektromotoren eingesetzt, darunter Exoten wie Motoren aus Ultraleichtflugzeugen mit über 600 cm³.

In der Regel haben die Motoren im Kartsport einen Hubraum von 60 bis 250 cm³. Deren Leistung reicht von 4 PS (gedrosselt, „Bambini“) bis rund 100 PS bei Superkarts. Die damit erreichbaren Geschwindigkeiten hängen stark vom gewählten Übersetzungsverhältnis ab. Geschwindigkeiten um 280 km/h erreichen nur Superkarts, wenn der Kurs dafür geeignet ist. Die von normalen Rennkarts erzielten Werte bewegen sich von 100 bis 170 km/h. Gedrosselte Karts (Leihkarts, Bambini, Puffo) sind für 65 oder 35 bis hinab zu 20 km/h ausgelegt.

### Alternativer Elektroantrieb

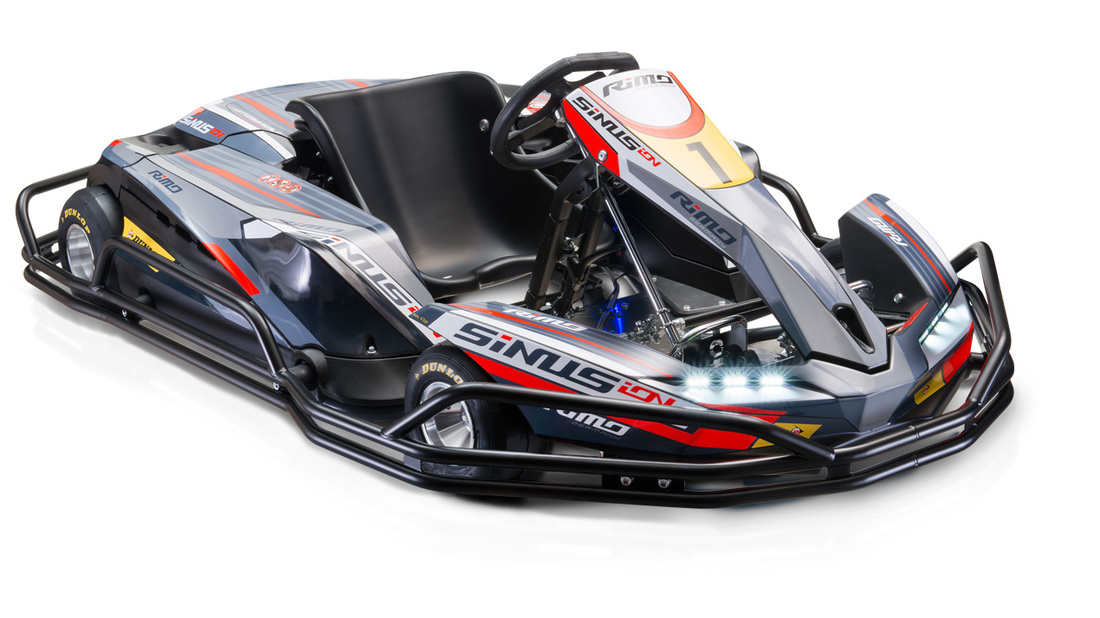
E-Kart

Zahlreiche Hersteller für Renn- oder Leihkarts stehen im Wettbewerb um den technischen Fortschritt. Inzwischen ist der seit Jahren entwickelte Elektroantrieb eine ausgereifte alternative Lösung für das Problem der immer strengeren Umweltschutzauflagen bei Lärm- und Abgasemissionen.
Zu Beginn mit Bleiakkumulatoren und Bürstenmotoren ausgestattet, werden die Fahrzeuge heute mit temperaturüberwachten Lithium-Eisenphosphat-Akkumulatoren ausgestattet. In jüngerer Zeit gab es unter anderem ein- und zweimotorige Lösungen mit Untersetzungsgetrieben, Differenzial und elektronisch überwachten Batteriemanagementsystemen, Bremslichtern, Scheinwerfern, teilweise auch mit drehzahlgebundenen Soundgeneratoren und WLAN-Steuerung und -Überwachung.

### Kraftübertragung

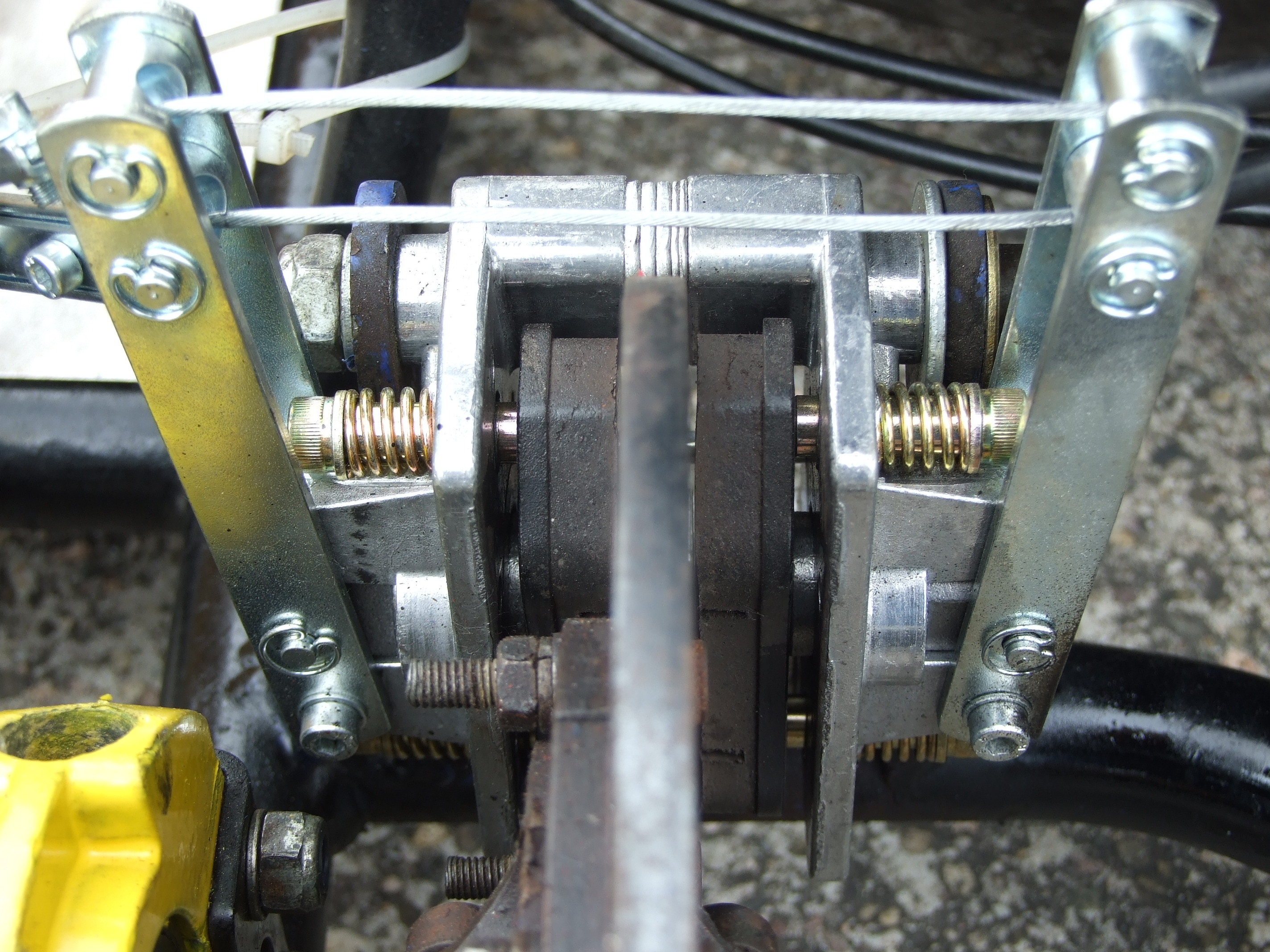
Seilzugbetätigte Scheibenbremse eines Karts

Die Kraft wird vom Motor über eine Kette an die Hinterachse übertragen. Durch Auswechseln der Zahnräder an der Achse und am Motor lässt sich die Übersetzung an die Streckenverhältnisse anpassen, leistungsstarke Karts haben zwei- bis sechsgängige sequentielle Schaltgetriebe. In vielen Karts sorgt eine Fliehkraftkupplung dafür, dass der Motor bei langsamer Fahrt oder im Stand nicht ausgeht.
Die Gangwahl bei Schaltkarts erfolgt für gewöhnlich über einen Hebel am Lenkrad, oder alternativ über Schaltwippen. Der Kupplungshebel befindet sich links am Lenkrad und dient primär zum Anfahren. Es handelt sich um Mehrscheibentrockenkupplungen.
Da Karts kein Differentialgetriebe haben, muss bei Kurvenfahrt ein Hinterrad rutschen. Um die dadurch entstehende Bremswirkung und die Belastung des rutschenden Reifens zu verringern, ist das Chassis so konstruiert, dass das kurveninnere Hinterrad leicht abhebt und so die Bodenhaftung verliert.
Gebremst wird über eine mechanisch oder hydraulisch betätigte Scheibenbremse an der Hinterachse. Auch zusätzliche Front-Scheibenbremsen werden eingesetzt, sind aber nur bei Schaltkarts (KZ, KZ2) und Seniorkarts (IAME X30 etc.) erlaubt. Betätigt wird die Bremse mit dem linken Pedal.

### Bereifung
Bei Kartreifen handelt es sich in der Regel um schlauchlose, Gummireifen mit einem Felgendurchmesser von 5–6 Zoll. Obwohl die Radgröße im Vergleich zu anderen Kraftfahrzeugen sehr klein ausfällt, ist die Reifenaufstandsfläche im Verhältnis zur Fahrzeugmasse sehr hoch. Dies ermöglicht hohe Seitenführungskräfte. Analog zu anderen Motorsportarten, gibt es Slicks, Regenreifen und selten auch Intermediates, wobei bei Rennen nur Slicks und Regenreifen erlaubt sind. Reifenfülldrücke unter einem Bar sind üblich und leiten sich aus Mischung, Außentemperatur, Massenverhältnissen und anderen Kennwerten ab.

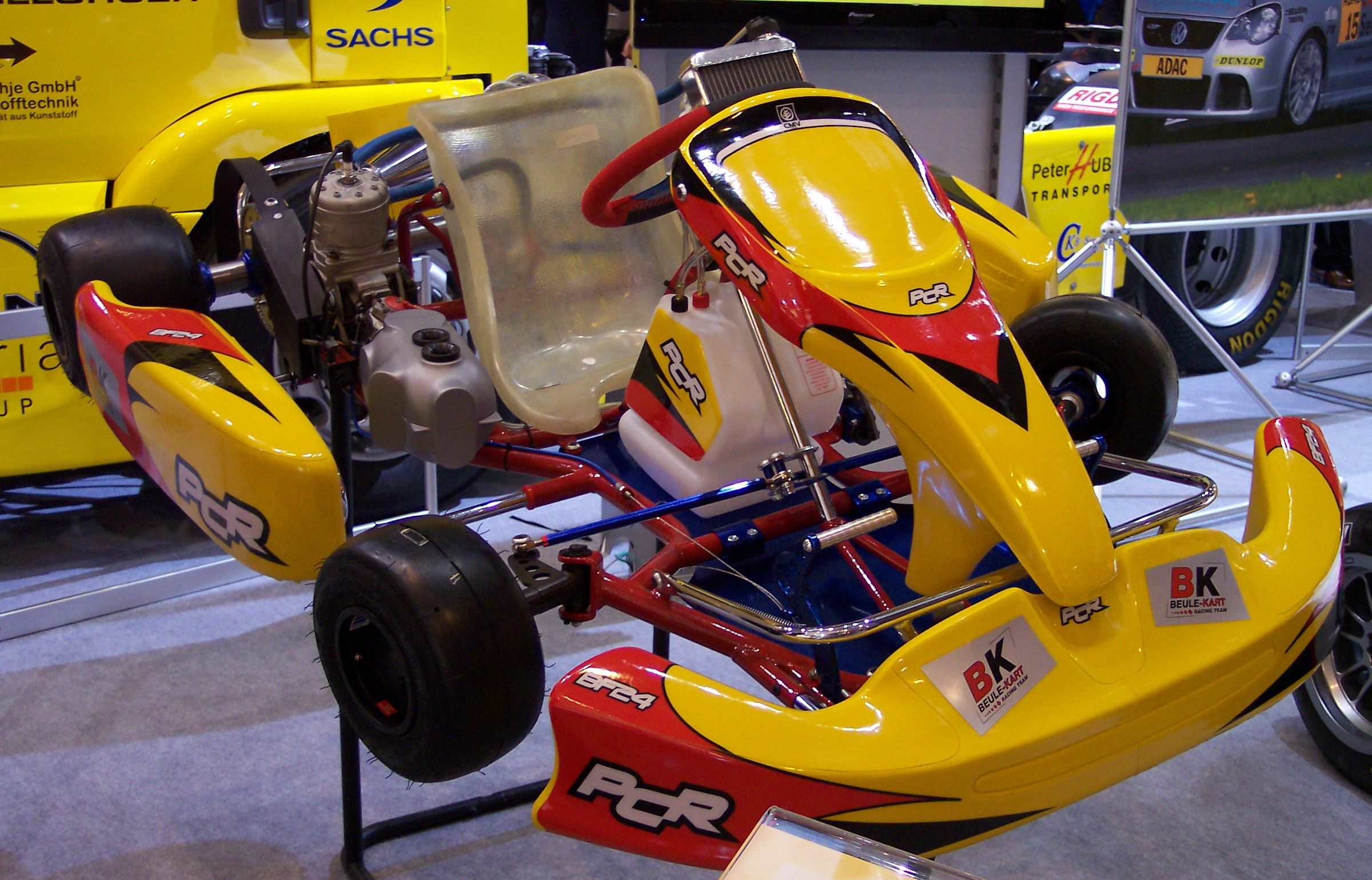
ADAC-Kart, Essen Motor Show, 2006

## Straßenkarts

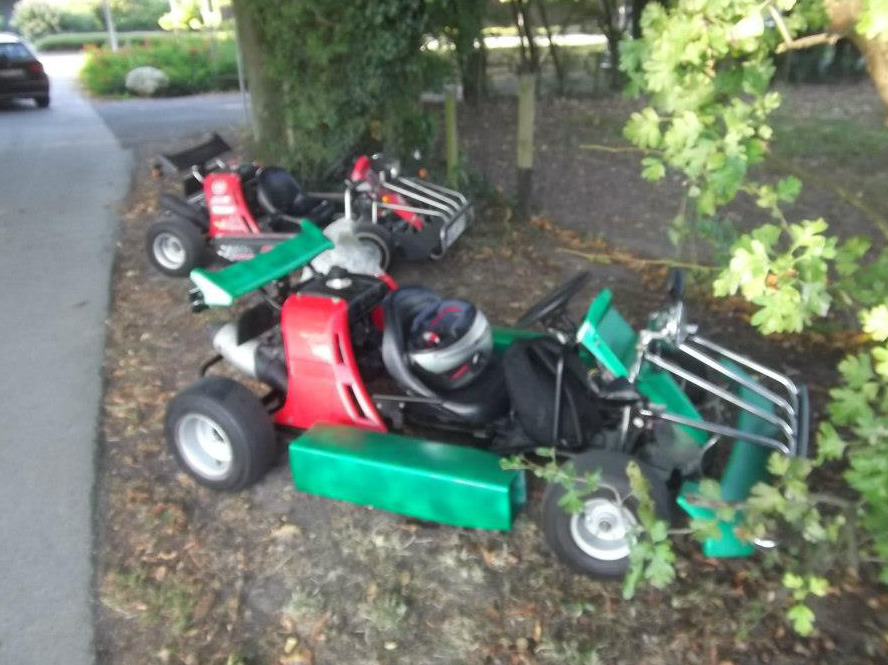
Straßenkarts

Obwohl eigentlich für die Rennstrecke entwickelt, gibt es auch Karts mit Straßenzulassung (auch „Streetkarts“). Nach einer Richtlinie der Europäischen Union (2002/24/EG: Typgenehmigung für zweirädrige oder dreirädrige und leichte vierrädrige Kraftfahrzeuge) gelten diese Karts als motorisierte Kleinstfahrzeuge und können demzufolge für den öffentlichen Straßenverkehr zugelassen werden. Da Karts ohne weiteres Höchstgeschwindigkeiten über 60 km/h erreichen, dürfen sie auch auf Autobahnen fahren. Bei einer Höchstgeschwindigkeit bis 45 km/h können Straßenkarts als Leichtfahrzeug zugelassen werden.
Da Karts aufgrund ihrer geringen Höhe für andere Verkehrsteilnehmer schlecht zu sehen sind und kaum passive Sicherheit gewährleisten, ist diese Regelung umstritten.